# Krasnîi Koleadîn, Talalaiivka
Krasnîi Koleadîn (în ucraineană Красний Колядин) este localitatea de reședință a comunei Krasnîi Koleadîn din raionul Talalaiivka, regiunea Cernihiv, Ucraina.

## Demografie
Componența lingvistică a localității Krasnîi Koleadîn
     Ucraineană (98,46%)
     Rusă (1,44%)
     Alte limbi (0,1%)
Conform recensământului din 2001, majoritatea populației localității Krasnîi Koleadîn era vorbitoare de ucraineană (98,46%), existând în minoritate și vorbitori de rusă (1,44%).